# Toni Bou
Antoni Bou Mena (Piera, Barcelona, España, 17 de octubre de 1986), conocido como Toni Bou, es un piloto español de trial, treinta y siete veces campeón del mundo, dieciocho de exterior (outdoor) y diecinueve de interior (indoor), siendo el piloto de la historia con más títulos mundiales.

## Trayectoria

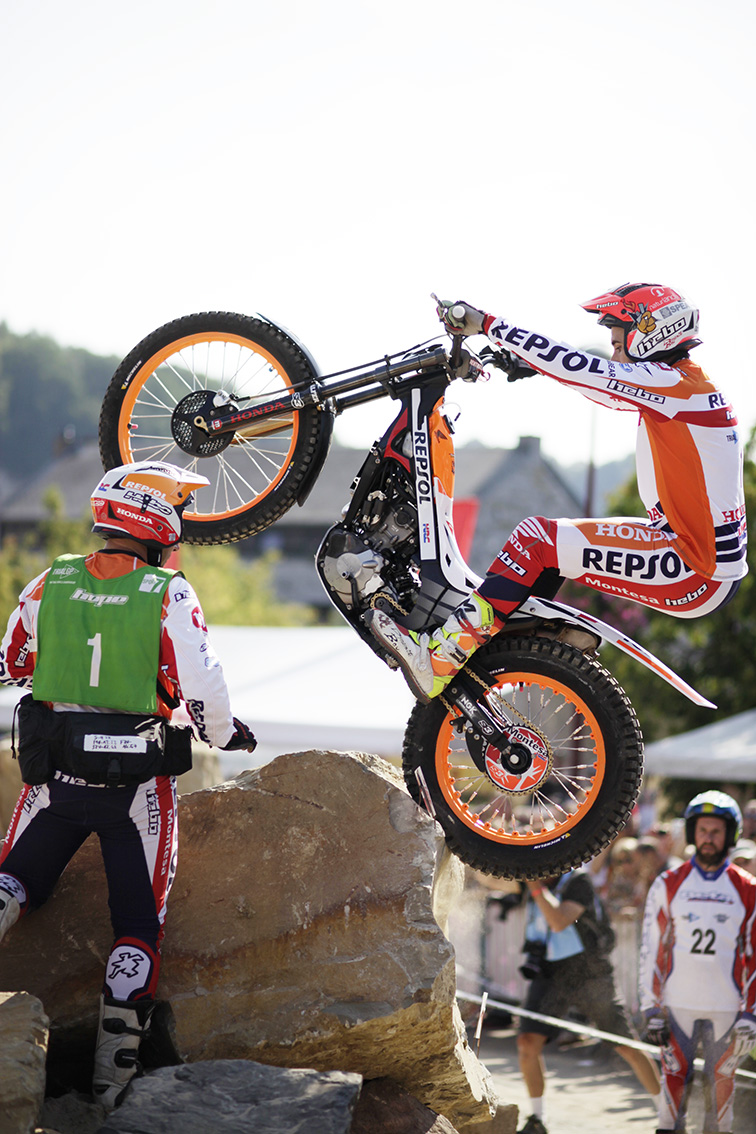
Comblain-au-Pont/Bélgica 2018.

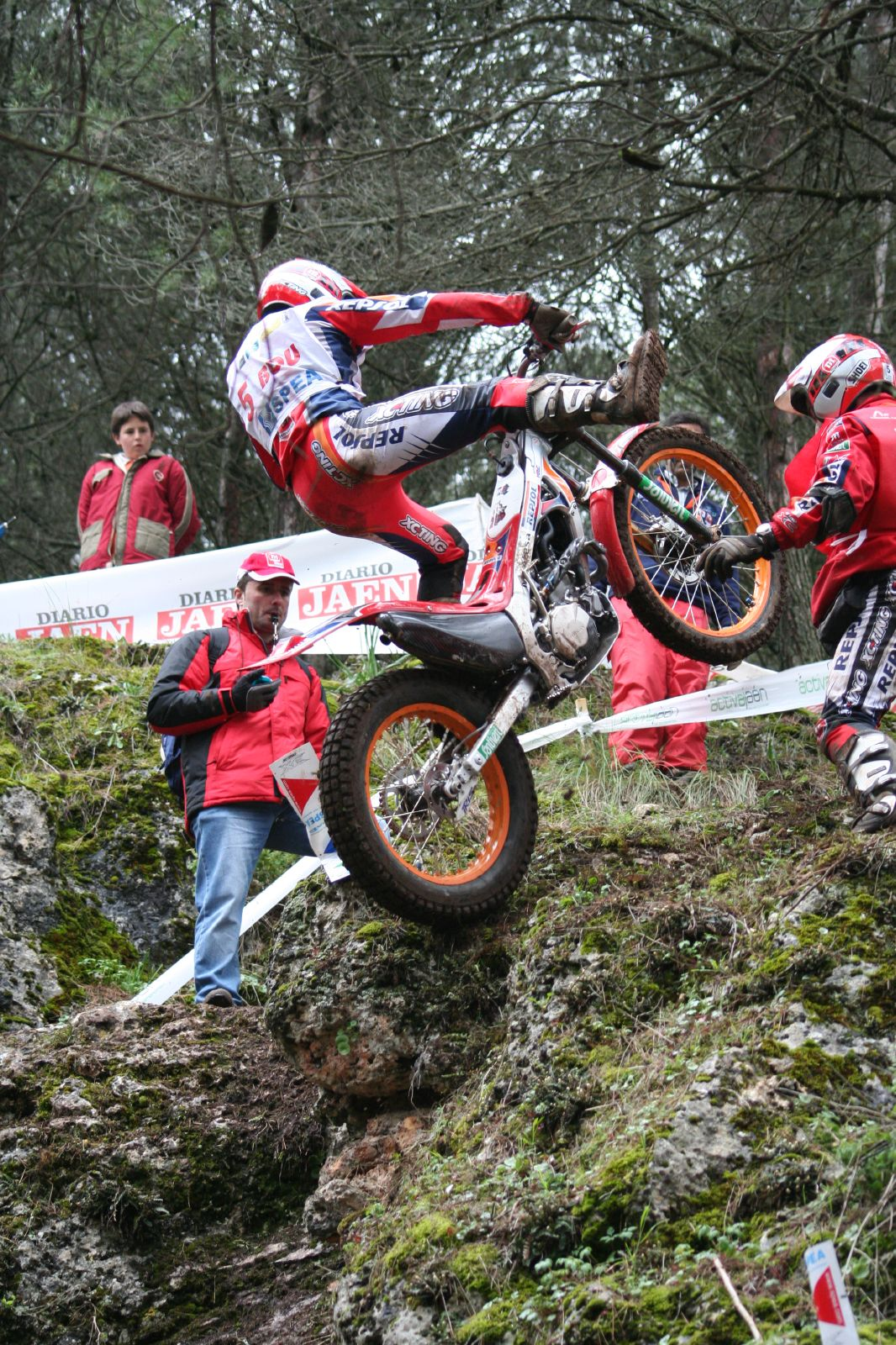
Toni Bou durante el Mundial de Trial Outdoor en 2007.

Toni Bou es, con 37 títulos, el piloto de trial con más títulos de campeón del mundo de la historia, superando a Dougie Lampkin con 12, y a Jordi Tarrés, con 7. Debutó en un campeonato mundial en 2003, donde quedó 15.º en Irlanda. Tras una ascendente y destacada trayectoria quedando campeón de España y Europa, Bou logró su primer campeonato del mundo el año 2007, en modalidad outdoor e indoor, logro que repitió en el 2008, 2009, 2010, 2011, 2012, 2013, 2014, 2015, 2016, 2017, 2018, 2019, 2020, 2021, 2022, 2023 y 2024.
La temporada 2009 fue un año redondo para Bou al alcanzar los 5 principales títulos en juego: campeón del Mundo y campeón de España en las modalidades indoor y outdoor y ganador con el equipo español en el Trial de las Naciones, hazaña que únicamente Adam Raga había conseguido anteriormente, en el año 2005.

## Palmarés

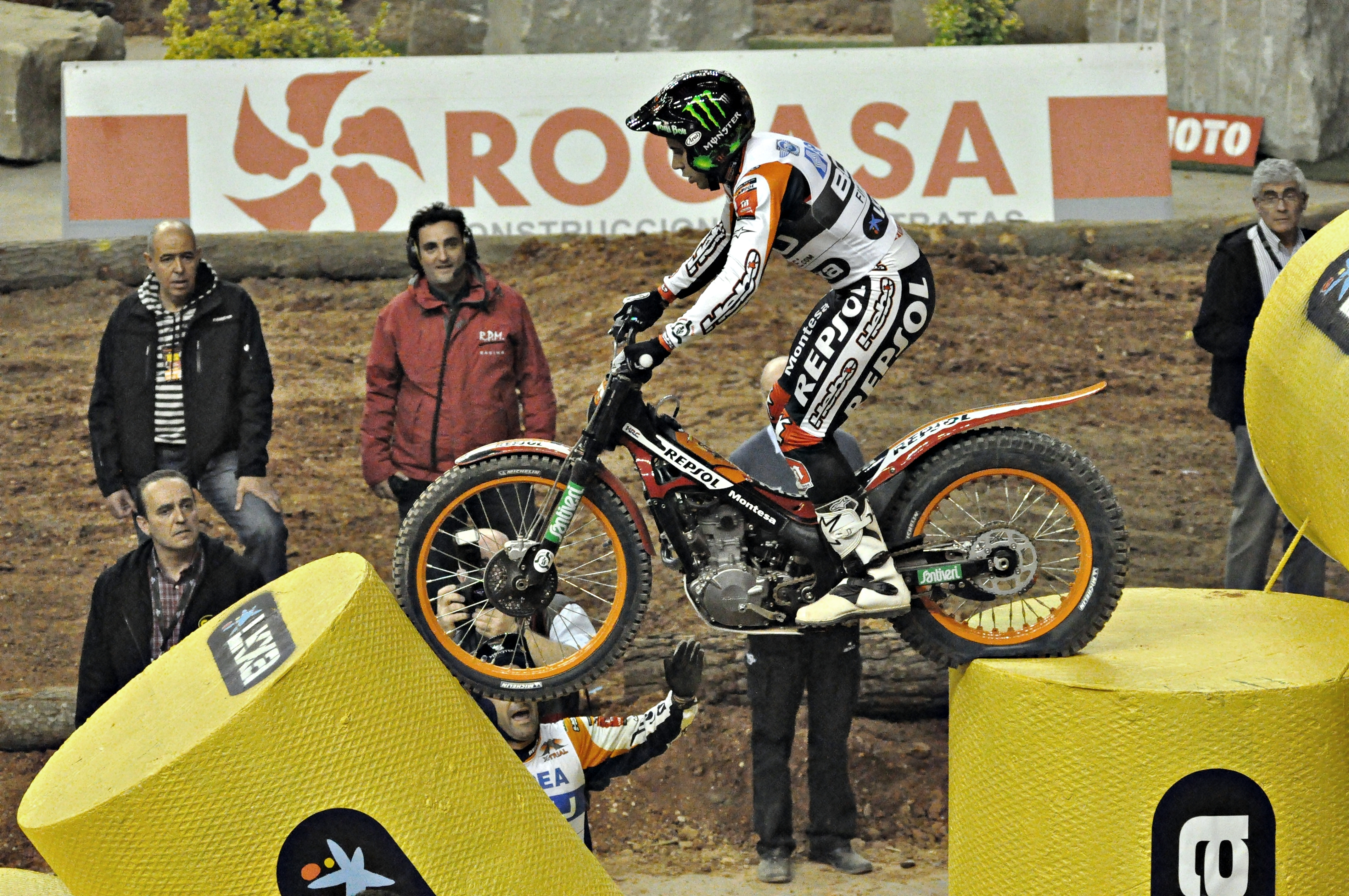
Toni Bou en el Trial Indoor de Barcelona en 2011.

- 18 Mundiales de Trial: 2007, 2008, 2009, 2010, 2011, 2012, 2013, 2014, 2015, 2016, 2017, 2018, 2019, 2020, 2021, 2022, 2023 y 2024.
- 19 Mundiales de Trial Indoor: 2007, 2008, 2009, 2010, 2011, 2012, 2013, 2014, 2015, 2016, 2017, 2018, 2019, 2020, 2021, 2022, 2023, 2024 y 2025.
- 11 Campeonatos de España de Trial: 2006, 2009, 2011, 2012, 2013, 2014, 2015, 2016, 2017, 2018 y 2019.
- 10 Campeonatos de España de Trial Indoor: 2009, 2010, 2011, 2012, 2013, 2014, 2015, 2016, 2017 y 2018.
- 19 Trial de las Naciones: 2005, 2006, 2007, 2008, 2009, 2010, 2011, 2012, 2013, 2014, 2015, 2016, 2017, 2018, 2019, 2021, 2022, 2023 y 2024.
- 11 Trial de las Naciones Indoor: 2006, 2007, 2008, 2012, 2015, 2016, 2017, 2018, 2019, 2020 y 2025.
- 1 Campeonato de Europa de Trial: 2003.

## Condecoraciones
| Distinción                                       | Año  |
| ------------------------------------------------ | ---- |
| Medalla de Oro - Real Orden del Mérito Deportivo | 2013 |